# 足寄町

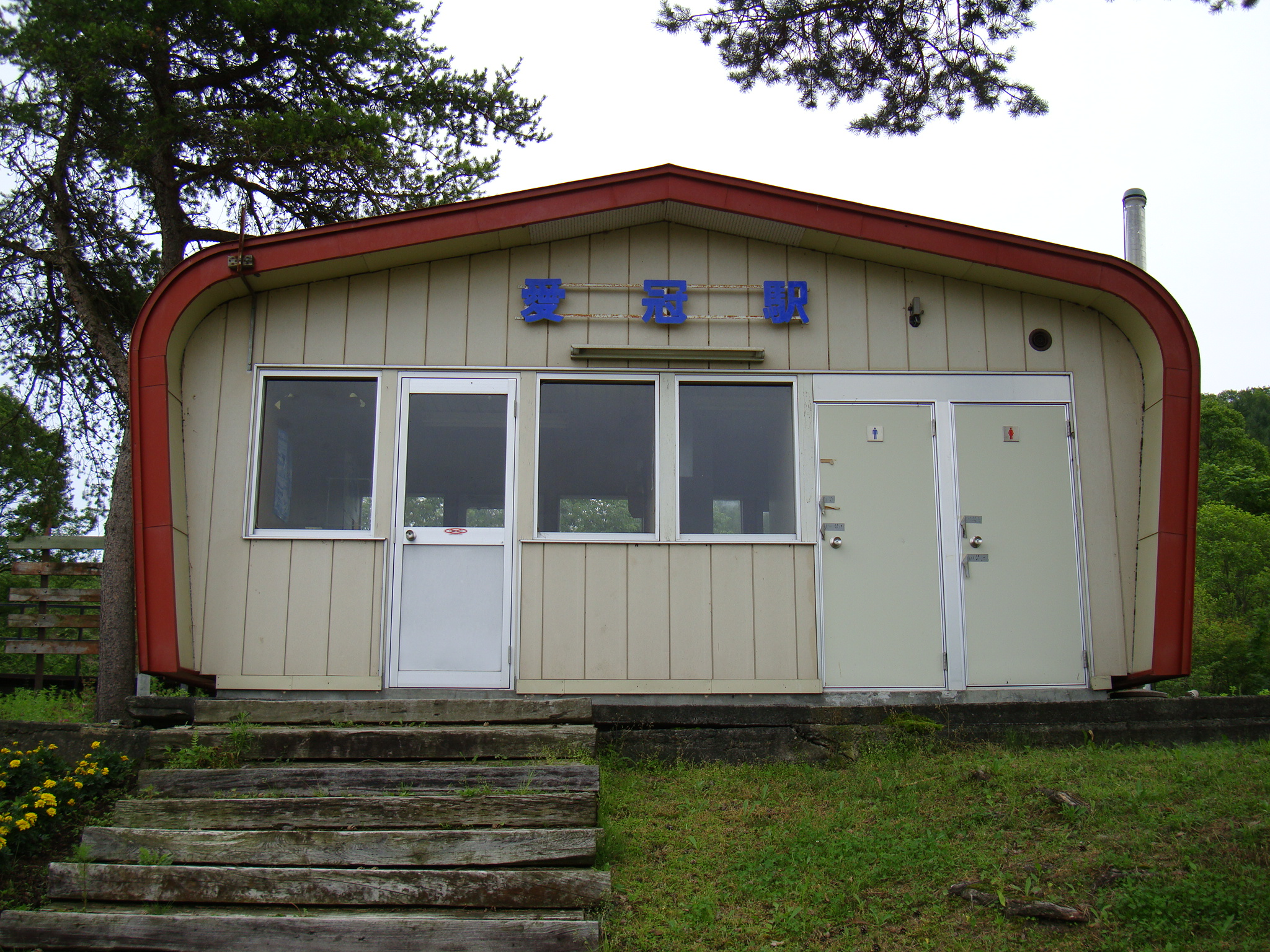
原愛冠站

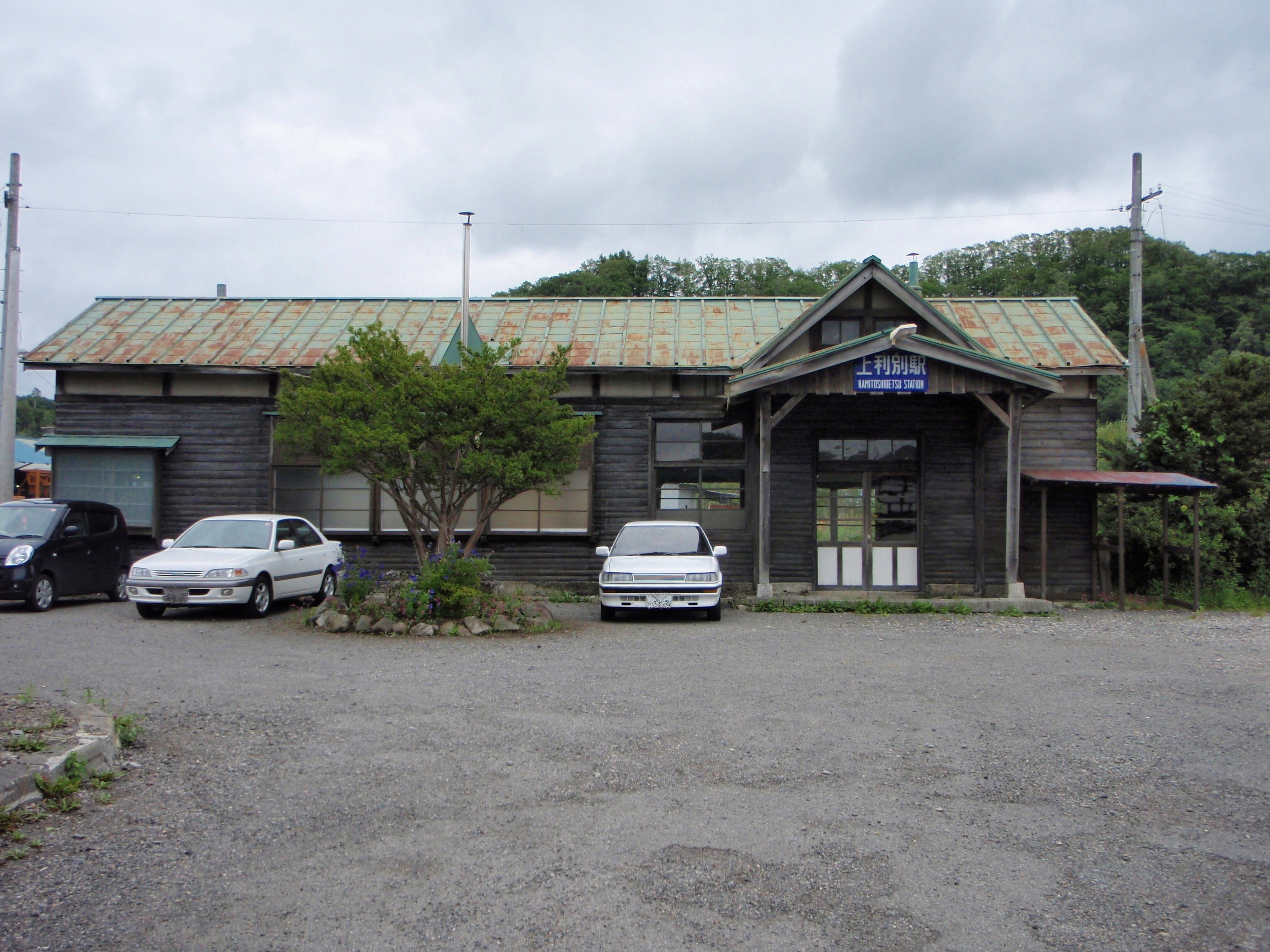
原上利別站

足寄町（日语：／ Ashoro chō */?）是位於日本北海道十勝支廳東北部的町。城鎮中心主要位於利別川河谷旁的平地。2005年1月前，足寄町是全日本面積最大的市町村。在平成大合併後，現今面積為全日本面積第6大的市町村，也是全日本面積最大的町。當地主要飼養食用牛，過去也曾產馬。農業方面以生產以甜菜、小麥、馬鈴薯等農產品，特產為蜂斗菜。由於境內有許多林地，林業在當地也相當盛行。
名稱來自阿伊努語的「esoro-pet」，意思為「延著下來的河」。

## 地理
在1869年北海道設置11國86郡時隸屬釧路國管轄，後也延續屬於釧路支廳的轄區；不過由於與釧路支廳多數轄區間的交通不便，於1948年改隸屬十勝支廳。利別川、足寄川和美里別川流經町内，西北部區域屬於石狩山地，其中包括雌阿寒岳。

## 歷史
- 1921年4月1日：西足寄村從中川郡本別村（現在的本別町）分割獨立設置為北海道二級村。[4]
- 1923年4月1日：足寄郡足寄村、螺灣村合併為足寄村，並成為北海道二級村村。
- 1948年10月20日：由隸屬釧路國支廳（現釧路支廳）改隸屬十勝支廳。
- 1950年4月1日：西足寄村改制為西足寄町。
- 1951年4月1日：西足寄町的部份區域被併入陸別町。
- 1955年4月1日：中川郡西足寄町和足寄郡足寄村合併為足寄町。

## 氣候
當地屬於典型性的內陸氣候，降雨較少，日照時間長。夏季和冬季的溫差很大，且冬季極為寒冷。

## 交通

### 機場
- 釧路機場（位於釧路市）
- 帶廣機場（位於帶廣市）
- 足寄直升機場

### 鐵路
- 現在無鐵路經過，過去曾經有北海道高原鐵路銀河線通過。

### 道路
| 高速道路 - 道東自動車道：足寄交流道 一般國道 - 國道241號 - 國道242號 - 國道274號 主要地方道 - 北海道道88號本別留邊蘂線 - 北海道道143號北見白糠線 | 道道 - 北海道道468號清水谷足寄線 - 北海道道621號足寄原野上利別停車場線 - 北海道道663號植坂足寄停車場線 - 北海道道664號モアショロ原野螺灣足寄停車場線 - 北海道道772號上斗滿大譽地線 - 北海道道949號オンネトー線 |

## 觀光景點

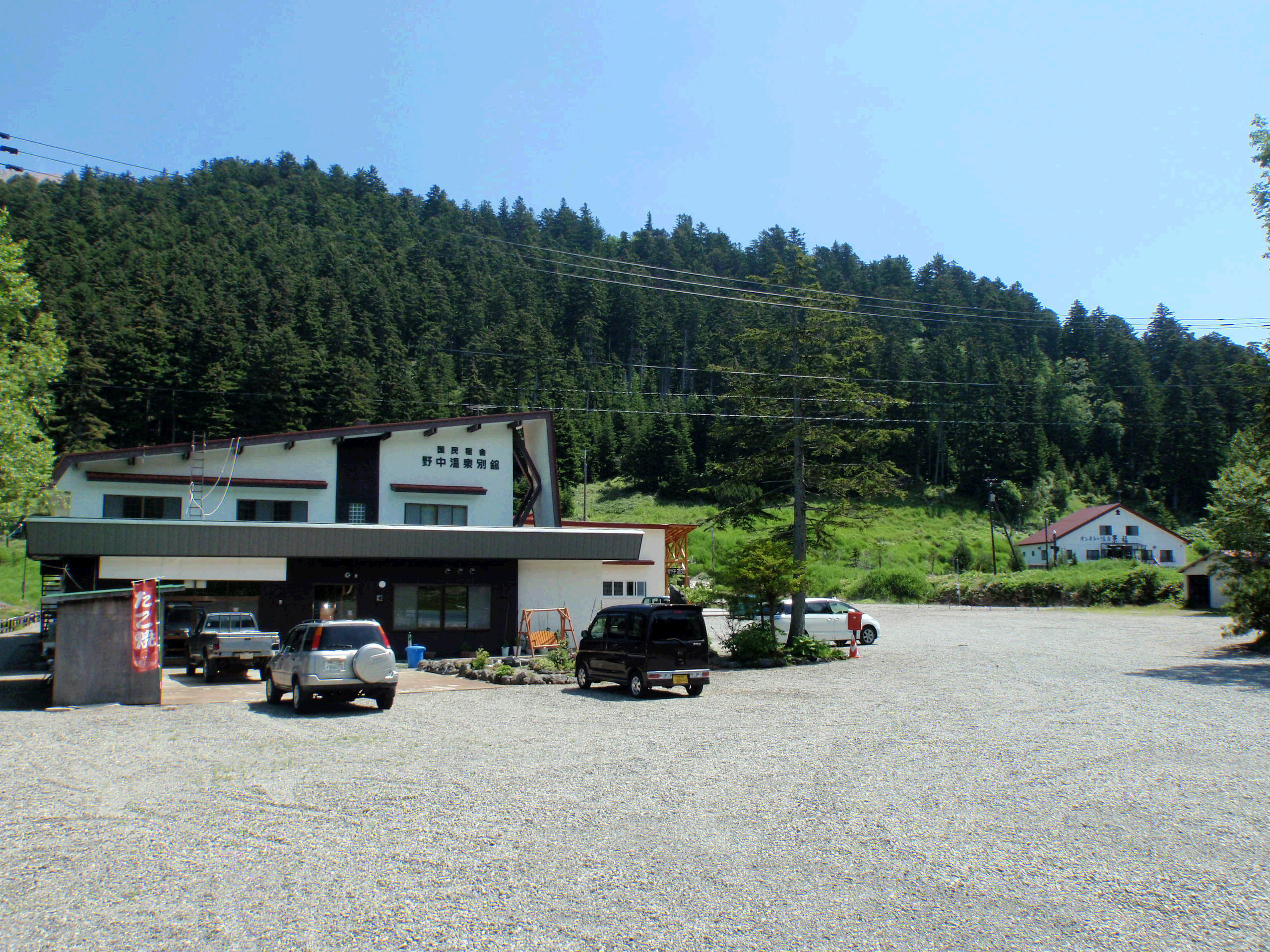
雌阿寒溫泉（溫根沼溫泉）街

### 觀光
- 足寄銀河大廳21
- 足寄動物化石博物館
- 里見丘公園
- 溫根沼: 北海道三大秘湖之一
- 足寄卡芒貝爾乾酪工廠
- 雌阿寒溫泉
- 芽登溫泉
- 螺灣蜂斗菜：北海道遺產
- 足形步道
- 松山千春出生的房子

### 文化遺產
- （國指定天然記念物）

## 教育

### 大學設施
- 九州大學農學部附屬實驗林北海道實驗林

### 高等學校
- 道立北海道足寄高等學校

### 中學校
- 足寄町立足寄中學校

### 小學校
| - 足寄町立足寄小學校 - 足寄町立大譽地小學校 | - 足寄町立芽登小學校 - 足寄町立螺灣小學校 |

## 姊妹市・友好都市
- 韦塔斯基温（加拿大 亞伯達省）

## 本地出身的名人
- 鈴木宗男：日本眾議院議員
- 松山千春：歌手
- 三井浩二：日本職業棒球西武隊選手
- 蓑島靖典：中央賽馬會騎士